# L-02E
docomo with series Optimus LIFE L-02E（ドコモ ウィズ シリーズ オプティマス ライフ エルゼロニイー）は、韓国のLGエレクトロニクスによって開発された、NTTドコモの第3.9世代移動通信システム (Xi) と第3世代移動通信システム (FOMA) のデュアルモード端末である。docomo with seriesのひとつ。

## 概要
L-05Dの事実上の後継機種で、グラフィックデザイナーの佐藤卓氏が製品デザインの監修を行っている。iFデザイン賞2013受賞。
「日常の断片」をテーマとしており、素材をスライスしたイメージと色の再現で「carrot orange」「melon blue」「mozzarella white」の3色がラインナップされている。
アイコンや壁紙、ウィジェット、サウンドコンテンツなどを「テーマ」という単位でまとめており、ボディカラーに応じて工場出荷時点でのデフォルト設定テーマを変えている。ちなみに、テーマは設定画面から切り換えることが可能である。
また、製品のパッケージも、ボディカラーに合わせたものが採用される。加えて、付属の卓上ホルダーと予備バッテリー充電用チャージャーのいずれとも、ボディカラーに合わせたデザインのものが用意される。
L-05Dから新たに追加された機能としてNOTTVと5GHz帯の無線LANに対応しており、バッテリー容量もL-05Dの1650mAhから2100mAhに増加している。
なお、NFC・DLNA連携・おくだけ充電には非対応である。

## 主な機能
| 主な対応サービス                                | 主な対応サービス                             | 主な対応サービス                     | 主な対応サービス                                       |
| ----------------------------------------------- | -------------------------------------------- | ------------------------------------ | ------------------------------------------------------ |
| タッチパネル/加速度センサー                     | Xi/FOMAハイスピード                          | Bluetooth                            | DCMX/おサイフケータイ/NFC/かざしてリンク/赤外線/トルカ |
| ワンセグ/モバキャス                             | メロディコール                               | テザリング                           | WiFi IEEE802.11a/b/g/n                                 |
| GPS                                             | ドコモメール/電話帳バックアップ              | デコメール/デコメ絵文字/デコメアニメ | iチャネル                                              |
| エリアメール/ソフトウェアーアップデート自動更新 | デジタルオーディオプレーヤー（WMA）（MP3他） | GSM/3Gローミング（WORLD WING）       | フルブラウザ/Flash Player                              |
| Google Play/dメニュー/dマーケット               | Gmail/Google Talk/YouTube/Picasa             | バーコードリーダ/名刺リーダ          | ドコモ地図ナビ/Google Maps/ストリートビュー            |

-Microsoft Exchange ActiveSyncには未対応

## 歴史
- 2012年10月11日 - NTTドコモより発表。
- 2012年12月14日 - 事前予約開始。
- 2012年12月21日 - 発売開始[1]。
- 2013年5月8日 - Android 4.1バージョンアップ対象機種に選定される[2]。
- 2013年5月 - 生産終了。
- 2013年7月3日 - Android 4.1バージョンアップ開始。

## アップデート・不具合など
2013年5月13日のアップデート
- カメラで静止画撮影時に、画像サイズを「W6M」（3264×1836ドット）にすると、画像上部に線が入る場合がある不具合を修正する。
- ビルド番号がL02E10cからL02E10eになる。

2013年7月3日のアップデート（OSバージョンアップ）
- 本機特有の主な変更点
  - ロック解除方法にスワイプ機能を追加。
  - 言語設定及びLGキーボードによる文字入力で韓国語に対応。
  - LG On-Screen Phoneへの対応。
  - フォルダサイズの変更機能の追加。
- Android 4.1における共通の変更点
  - Android OS全体で、表示速度とタッチ反応が向上。
  - Google Nowへの対応。
  - ステータスバーから次のアクションが可能に。
- ドコモ共通の変更点
  - データ保管BOXへ対応。
  - NOTTVの災害関連情報受信への対応。
- 不具合修正
  - iコンシェルの終電アラーム設定時、駅名検索を行う際の検索ボタンが表示されない場合がある。
- ソフトウェアバージョンがL02E10c、L02E10eのいずれかからL02E20aになる。